# Chaise-Dieu-du-Theil
Chaise-Dieu-du-Theil település Franciaországban, Eure megyében. Lakosainak száma 207 fő (2022. január 1.). Chaise-Dieu-du-Theil Bourth, Chéronvilliers, Gournay-le-Guérin, Chandai és Saint-Sulpice-sur-Risle községekkel határos.

## Népesség
A település népességének változása:
| Lakosok száma | 295  | 252  | 241  | 234  | 238  | 238  | 216  | 201  | 199  | 207  |
|               | 1968 | 1982 | 1990 | 2006 | 2013 | 2015 | 2017 | 2019 | 2020 | 2022 |